# Waterstofstation

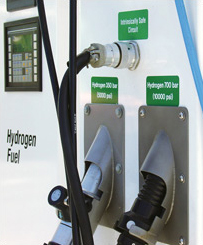
Brandstofslangen in een waterstofstation

Een waterstofstation is een tankstation waar waterstof getankt kan worden. Waterstof wordt dan gebruikt als brandstof door een waterstofauto. Bij de verbranding van waterstof komt geen koolstofdioxide of andere schadelijke stoffen vrij.
Waterstof wordt wel gezien als een bron van duurzame energie, maar waterstof is niet een energiebron maar een energiedrager: waterstof wordt nog niet op enige schaal uit een bron gewonnen maar moet worden gefabriceerd. Het hangt ervan af hoe waterstof wordt geproduceerd, of het een schone en duurzame brandstof is.
Waterstof kan op twee manieren aangeboden worden:
- gekoeld, vloeibaar (-253°C): H2(l);
- onder hoge druk (250, 350 of 700 bar).

Het nadeel van vloeibare waterstof is dat die continu zeer koud moet blijven, wat zelf energie kost; het voordeel is echter dat de energiedichtheid veel hoger is zodat een kleinere opslagtank nodig is. In de praktijk wordt waterstof daarom in tankstations meestal vloeibaar opgeslagen in grote supergeïsoleerde tanks, maar in auto's wordt het gasvormig onder hoge druk in een tank opgeslagen.